# Gmina miejska Sopot
Gmina miejska Sopot (serb. Gradska opština Sopot / Градска општина Сопот) – gmina miejska w Serbii, w mieście Belgrad. W 2018 roku liczyła 19 819 mieszkańców.